# Pseudozygoneura brevispina
Pseudozygoneura brevispina är en tvåvingeart som beskrevs av Hippa, Vilkamaa och Heinakroon 1998. Pseudozygoneura brevispina ingår i släktet Pseudozygoneura och familjen sorgmyggor. Inga underarter finns listade i Catalogue of Life.